# Кинг, Андреа
Андреа Кинг (англ. Andrea King), имя при рождении Жоржетт Андрэ Барри (англ. Georgette André Barry; 1 февраля 1919 года — 22 апреля 2003 года) — американская актриса театра, кино и телевидения, наиболее известная по ролям в фильмах 1940—1950-х годов.
В начале карьеры Кинг выступала под именем Жоржетт МакКи (англ. Georgette McKee).
Среди наиболее известных фильмов с участием актрисы — мелодрамы «Сама мысль о вас» (1944) и «Человек, которого я люблю» (1946), военная драма «Гостиница „Берлин“» (1945), фильм ужасов «Зверь с пятью пальцами» (1946), фильмы нуар «Розовая лошадь» (1947), «Звонить 1119» (1950) и «Саутсайд 1-1000» (1950), комедии «Грубо говоря» (1945) и «Лемон Дроп Кид» (1951), приключенческий экшн «Мир в его руках» (1952) и фантастический фильм «Красная планета Марс» (1952).

## История рождения и первые годы жизни

### Обстоятельства рождения во Франции
Андреа Кинг, имя при рождении Жоржетт Андрэ Барри, родилась 1 февраля 1919 года в Париже, Франция. Точные обстоятельства её рождения до конца не ясны.
Её мать, Ловиния Белль Харт, родилась в 1885 году в Кливленде, Огайо, в семье Джорджа Харта, который был известен как изобретатель зернового элеватора, получившего широкое распространение на Среднем Западе. С ранних лет Белль выступала на сцене, а затем уехала в Нью-Йорк, где устроилась гувернанткой в семью крупного американского дипломата Алонсо Колта Йейтса. Вскоре Белль стала ученицей и поклонницей танцовщицы Айседоры Дункан, которая в то время жила в Нью-Йорке. Когда в 1917 году в разгар Первой мировой войны Дункан уехала во Францию, 32-летняя Белль отправилась вслед за ней, ради экономии средств на переезд завербовавшись волонтёром-водителем скорой помощи в американский Красный крест в Париже. В Париже Белль снова встретилась с Йейтсом, который работал в американском консульстве, и они стали встречаться, несмотря на то, что дипломат был женат.
Существует две версии того, кто был отцом Андреа Кинг. Сама Белль вплоть до своей смерти настаивала на версии, что в Париже она влюбилась в молодого лётчика эскадрильи «Лафайет» Жоржа Андре Барри, который, как она позднее говорила дочери, был её отцом. В 1918 году они поженились, а осенью он погиб на фронте за месяц до перемирия, когда немцы сбили его самолёт. В тот момент Белль была на шестом месяце беременности. Однако позднее, после многолетних розысков Кинг так и не нашла никаких документов, подтверждающих как существование лётчика Жоржа Андре Барри, так и его брак с Белль. По мнению историка кино Дэниела Баббео, более вероятно, что реальным отцом Кинг был Йейтс, что в 1980 году подтвердила и дочь Йейтса, Эвелин Инман. Такого же мнения придерживается и журналист Маклеллан: «Однако, по более достоверной версии Кинг была незаконнорожденной дочерью американского дипломата, с которым его мать встречалась во время войны». В конце концов, к этой версии склонилась и сама Кинг.
1 февраля 1919 года Белль родила Андреа, дав ей имя Жоржетт Андрэ Барри. Вскоре после родов Белль серьёзно заболела послеродовой лихорадкой, и была на грани смерти, однако Йейтс организовал для неё экспериментальное лечение в клинике под руководством дочери Луи Пастера.

### Детские годы жизни в США
Через два месяца после родов Белль с дочерью отправилась в США после того, как узнали о тяжёлой болезни отца Джорджа Харта. Пока они плыли через океан, отец Белль умер. Затем, как вспоминала Кинг, «мы приехали в Кливленд, где жили с моей бабушкой. Белль было тяжело привыкать к жизни в Кливленде после блеска и возбуждающей атмосферы Парижа. Она захотела перебраться в Нью-Йорк, чтобы стать актрисой, чему её мать сопротивлялась. Однако она всё-таки уехала в Нью-Йорк, став студенткой Колумбийского университета». Для Андреа эти годы и разделение с матерью были тяжёлыми. Она осталась с бабушкой в Кливленде, а два года спустя вместе с ней переехала в Палм-Бич, Флорида.
Несколько лет спустя Белль в Нью-Йорке вышла замуж за успешного банкира Дугласа Макки, который был вице-президентом «Тайтл Гаранти энд Траст компани», после чего смогла забрать четырёхлетнюю дочь к себе. Они втроём поселились в большом доме в Форест-Хилс на Лонг-Айленде, где в 1926 году у четы Макки родилась дочь — Энн Дуглас Макки. Когда Андреа подросла, Белль направила её в лагерь в Адирондакс, который принадлежал близкой подруге Айседоры Дункан. В лагере Андреа впервые стала заниматься драматическим искусством, пением и танцами, сразу же захотев стать актрисой. Жизнь в доме банкира не радовала Андреа, и в 11 лет она совершила попытку побега, намереваясь попасть в Голливуд. Однако в порту Нью-Йорка её поймали и вернули домой.

## Театральная карьера
Несколько лет спустя Андреа поступила в известную школу-интернат «Эджвуд» в Гринвиче, Коннектикут, в которой уделялась большое внимание занятиям в области искусства. Более всего Андреа была увлечена танцами и драматическим искусством, в чём, по словам Баббео, «проявила потрясающие способности». В 1932 году она получила роль Джульетты в школьной рождественской постановке «Ромео и Джульетты» .
После спектакля Андреа и Белль пригласил к себе дядя одной из учениц, С. П. Гринекер, который оказался вице-президентом по рекламе компании братьев Шуберт, которые были крупнейшими бродвейскими продюсерами того времени. Как раз в тот момент Гринкер подбирал тридцать девушек-подростков для новой постановки под названием «Растущая боль» (1933). После удачного прослушивания 14-летняя Андреа получила в спектакле ансамблевую роль под именем Жоржетт Макки. Премьера спектакля состоялась на Бродвее в ноябре 1933 года, однако он получил неоднозначные отзывы и был закрыт через шесть недель.
Значительно больший успех имел следующий бродвейский спектакль Андреа, комедия «Улетай домой» (1935) с Томасом Митчеллом в роли странствующего отца, который возвращается домой после долгого отсутствия на свадьбу своей бывшей жены. В период пребывания он заново знакомится со своими пятью детьми, которых когда-то бросил. Постановщиком спектакля был сам Митчелл, Андреа играла одну из дочерей, девочку-сорванца, а роль одного из её братьев исполнял подросток по имени Монтгомери Клифт, который стал близким другом Андреа на многие годы. Продюсер Терон Бамбергер говорил, что во время прослушивания красавица Андреа пленила его настолько, что он взял её сразу же: «Она была настолько хороша, что я взял её даже без читки, и Митчеллу она настолько понравилась, что он попросил нарастить её роль. Она была весела, неудержима и жизнерадостна, а на сцене держалась свободно, просто и по-детски искренно». Критики также обратили внимание на её игру. Так, знаменитый критик Брукс Аткинсон в «Нью-Йорк Таймс» назвал спектакль «весёлым и забавным», особенно ответив, что Андреа «достаточно естественна и очаровательна».
На следующий год Андреа сыграла ещё в одной хитовой комедии «Мальчик встречает девочку» (1935—1937). В этой сатире на Голливуд она играла на подмене главную женскую роль беременной официантки, будущего малыша которой двое голливудских сценаристов превращают в ребёнка-звезду ещё до его рождения. В 1939 году Кинг получила роль наивной возлюбленной главного героя в хитовой комедии чикагского театра Лиллиан Гиш «Жизнь с отцом», которая имела огромный успех в Нью-Йорке.
В 1940 году Андреа дебютировала в кино в документальной драме «Бастионы, за которыми мы наблюдаем» (1940) из серии «Марш времени». Сочетая элементы хроники и игрового кино, фильм рассказывал о жителях типичного американского городка во время Первой мировой войны с целью показать, как американцы накануне Второй мировой войны должны понимать события прошлого, чтобы быть готовыми защитить свои нынешние свободы. Указанная в титрах как Жоржетт Макки, Андреа сыграла важную роль одной из горожанок, но затем вернулась на сцену и вплоть до 1944 года больше не играла в кино.
В 1941 году Кинг получила роль в гастролирующей по стране труппе в викторианском триллере «Энджел Стрит» (1941), который к тому времени уже стал хитом на лондонской и бродвейской сценах, а также вышел в Британии как успешный фильм под названием «Газовый свет» (1940). Кинг сыграла в этом спектакле свою первую отрицательную роль Нэнси, дерзкой служанки-кокни, которая заводит роман со своим отвратительным работодателем. Как сама постановка, так и Кинг имели успех. В 1944 году вышел американский фильм «Газовый свет» (1944), в котором в роли служанки дебютировала Анджела Лэнсбери.

## Кинокарьера на Warner Bros
Сразу после окончания гастролей Кинг решила попробовать свои силы в кино, и по совету Монтгомери Клифта заключила в Нью-Йорке договор с агентством Майрона Селзника. После нескольких месяцев ожидания и неудачного собеседования на Paramount Pictures, Кинг всё-таки добилась своего, когда в январе 1944 года студия Warner Bros заключила с ней семилетний контракт. Первое, что сделал глава студии Джек Л. Уорнер после подписания контракта, он изменил её имя с Жоржетт Макки на Джорджия Кинг. Это имя Андреа не приняла, заявив, что «оно звучит как имя королевы стриптиза из южного бурлеска». К счастью, за короткое время ей удалось переубедить Уорнера изменить ей имя, и в титрах своего первого фильма она уже фигурировала как Андреа Кинг.
В 1944 году Кинг дебютировала в романтической комедии «Мистер Скиффингтон» (1944) с Бетт Дейвис, которая, по словам Кинг, «была одним из её идолов». Это была комедия, построенная вокруг Дейвис в роли поверхностной светской дамы, эгоизм и тщеславие которой разрушают её брак с добрым банкиром-евреем (Клод Рейнс). У Кинг в этой картине был краткий эпизод в качестве медсестры (без указания в титрах) в кабинете у врача, которого посещает героиня Дейвис. Режиссёр фильма Винсент Шерман был впечатлён игрой Кинг: «Это была симпатичная молодая актриса, которая сыграла хорошо. Я подумал, что она очень способна и сможет сделать большую карьеру на Warner Bros». По словам Баббео, «фильм стал хорошей стартовой площадкой для Кинг. Что же касается Дейвис, то на съёмочной площадке она вела себя очень благородно и даже пригласила начинающую актрису в свой вагончик на чашечку чая».
В своём следующем фильме, сладко-горькой мелодраме «Сама мысль о вас» (1944) Кинг получила существенную роль циничной и бесчувственной сестры главной героини, которая встречается с другими мужчинами, пока её муж воюет на фронте. Это был не только первый значимый фильм Кинг, но и первый фильм, где в титрах она была указана как «Андреа Кинг». Как отмечает Баббео, «несмотря на сильный актёрский состав фильма, критики особенно выделяли именно работу Кинг». В частности, кинокритик Томас Прайор в газете «Нью-Йорк Таймс» написал: «Андреа Кинг, которую Warners могли бы при необходимости выдать за Айду Лупино, создаёт ядовитый образ Молли. Мисс Кинг — это определённо новичок с блестящим будущим». Биограф актрисы Пол Майлс Шнейдер также написал, что «отзывы об игре Кинг были превосходными, что дало начало одному из самых стремительных взлётов к звёздному статусу в истории студии».
В том же году Кинг сыграла камео-роль в фильме-ревю «Голливудская лавка для войск» (1944), а также в двух патриотических документальных короткометражках — «Мы служим с гордостью» (1944) и «Военно-морская медсестра» (1945), где сыграла главную роль.
Как отмечает Баббео, «под впечатлением от отрицательного обаяния Кинг в фильме „Сама мысль о вас“, руководство студии решило реализовать в полной мере её умение сыграть коварных дьяволиц». В этом качестве Кинг сыграла роковую женщину Лизу Дор в драме «Гостиница „Берлин“» (1945). Фильм рассказывал о Германии накануне поражения во Второй мировой войне, и, в отличие от большинства фильмов того времени, некоторые немцы показаны в нём с определённой долей симпатии, в частности, нацистский генерал (Рэймонд Мэсси). Действие фильма разворачивается в гостинице, где, среди прочих скрывался под видом официанта антифашист Мартин Рихтер (Хельмут Дэнтайн), а также проживала одна из самых знаменитых актрис Берлина Лиза Дор, которая была любовницей генерала. В какой-то момент Лиза обещает помочь Мартину при условии, что он поможет ей бежать из Германии. Однако, в конце концов, из-за её обмана гибнут как генерал, так и Мартин. По словам Баббео, «хотя это был ансамблевый фильм, именно игра Кинг была в этом фильме звёздной». Как вспоминала сама актриса: «Мне нравилась работа над этим фильмом. Роль была отличная, так как позволила мне показать всё от А до Я». Критика, по словам Баббео, «также была в восторге от фильма». В частности, Босли Краузер в «Нью-Йорк Таймс» написал: «Нет сомнения в том, что Warner Bros создали изящное и напряжённое зрелище», отметив при этом Кинг как «очень изящную и светскую».
Однако наряду с успехом роль в этой картине принесла Кинг и проблемы в плане её дальнейшей карьеры. Как пишет Баббео, было известно, что Кинг отбила роль в «Гостинице „Берлин“» у самой Дейвис, которая хотела получить эту роль себе, что неминуемо стало почвой для конфликта. Столкновение двух актрис за роль вкупе с тем фактом, что популярная обозревательница Гедда Хоппер в своих статьях в шутку противопоставляла их друг другу, привело к тому, что Кинг навсегда стала профессиональной соперницей легендарной Дейвис, которая обладала огромным влиянием на студии Warner Bros.
В промежутке между съёмками «Гостиницы „Берлин“» Кинг сыграла небольшую роль в комедии «Грубо говоря» (1945), когда по просьбе её режиссёра Майкла Кёртиса заменила актрису в роли дочери главной героини (которую сыграла Розалинд Расселл). Вскоре Кинг сыграла жену главного героя в военной экшн-драме «Бог — мой второй пилот» (1945), став единственной женщиной в актёрском составе. Несмотря на преимущественно отрицательные отзывы критики, фильм стал крупнейшим финансовым успехом студии в том году.
Вскоре на карьере Кинг стало сказываться отношение к ней Дейвис, по вине которой она потеряла две интересные роли. Так, первоначально Кинг прошла кастинг на одну из главных ролей Бесси Уотти в сельской школьной драме «Кукуруза зелена» (1945) с Дейвис в главной роли. Однако, по словам Кинг, Дейвис в то время «обладала такой звёздной мощью, что могла добиться от студии всего, чего захочет». Дейвис сказала, что Кинг слишком молода и красива для этой роли, и её убрали из фильма. Как вспоминала Кинг: «За эту роль я могла бы получить как минимум номинацию на „Оскар“», а в итоге эту номинацию получила заменившая её Джоан Лорринг.
Вскоре, снова по вине Дейвис, Кинг лишили ещё одной роли, которую она очень хотела сыграть. Студия собиралась дать Кинг роль Мэтти, обречённую героиню в фильме «Итэн Фроум». Как вспоминала актриса, «я уже была готова приступить к съёмкам, когда Дейвис заявила о своём желании сыграть эту юную девушку. Однако студия посчитала, что она слишком стара для этого. Учитывая, что Дейвис на тот момент было 38 лет, а выглядела она ещё старше, отказ студии дать ей роль Мэтти был оправдан». Тем не менее, проект был заморожен, и роман был экранизирован лишь в 1993 году с Патрицией Аркетт и Лиамом Нисоном в главных ролях.
В своей следующей ленте, фильме нуар «Тень женщины» (1946) Кинг сыграла главную роль молодой жены, которая начинает подозревать, что её очаровательный муж (Хельмут Дэнтайн) пытается устранить собственного сына в борьбе за наследство своей бывшей жены. По мнению критиков, сюжет фильма слишком напоминал «Подозрение» (1941) Хичкока, а необходимой напряжённости режиссёру добиться не удалось. Variety назвал его «тяжёлой мелодрамой с малой драматической силой». При этом, по словам Баббео, «актёры сыграли хорошо, а Кинг была сильна в нескольких сценах, обеспечив своей игрой определённый интерес к фильму».
Год спустя вышел психологический фильм ужасов «Зверь с пятью пальцами» (1946), который рассказывал о таинственной смерти знаменитого итальянского пианиста. В этой фильме Кинг сыграла главную женскую роль медсестры пианиста, которой он завещал всё своё имущество. Как пишет Баббео, услышав название фильма, Кинг пыталась отказаться от съёмок, однако под угрозой отстранения от работы была вынуждена согласиться. Критики не сулили фильму большого успеха, однако благодаря блестящей игре Питера Лорре в роли безумного астронома, влюблённого в медсестру Кинг, фильм приобрёл «характер Гран-Гиньоля, поднявшись от малого хоррора до первоклассного кэмпа». Кроме того, актёры были очень довольны самим процессом работы, а Кинг даже назвала его одним из своих самых приятных из тех, которые она делала на студии Warner. В итоге, по словам Баббео, фильм принёс небольшую прибыль, а сегодня рассматривается как культовая классика.
По мнению Баббео, одну из лучших своих ролей Кинг сыграла в мелодраме Рауля Уолша «Человек, которого я люблю» (1946), создав образ трудолюбивой сестры главной героини (её сыграла Айда Лупино), которая воспитывает двух детей в то время, как её муж проходит курс лечения в госпитале от полученной на войне психической травмы. Как отмечает Баббео, «хотя в центре внимания находится Лупино, Кинг удаётся создать продуманный образ сострадательной женщины, которая заслуживает в жизни лучшей участи». По словам Кинг, она с удовольствием сыграла нормальную женщину после ролей соблазнительниц и женщин в опасности. Она вспоминала: «Мы с Лупино были как сёстры. Кроме того, мы были внешне похожи, и, может быть, поэтому нас взяли на роли сестёр».
Несмотря на отличную работу в этом фильме, Джек Уорнер полагал, что Кинг лучше давались стервозные роли. В этом качестве он поставил её на роль женщины, намеренной разрушить роман героев Алексис Смит и Рональда Рейгана в истории о лошади «Улица жеребца» (1947). Кинг не интересовала роль разлучницы, тем более не главная, и она отказалась. Хотя, по словам Шнейдера, «на тот момент Кинг была самой быстро растущей молодой актрисой студии», однако, как написал Баббео, «так как она провела на студии лишь 18 месяцев, ещё не успев стать бесспорной звездой, такой поступок был рискованным. Тщеславие Уорнера было задето, и, несмотря на семилетний контракт, Кинг была уволена».

## Последующая кинокарьера
После ухода со студии Warner Bros Кинг начала успешную карьеру как фрилансер, несколько раз возвращаясь на свою студию. В своём первом кинопроекте вне Warner Bros, фильме нуар Роберта Монтгомери «Розовая лошадь» (1947) она сыграла свою очередную роковую женщину, на этот раз холодную и опасную подружку бандитского главаря. Критики высоко оценили картину, особенно отметив режиссёрскую работу Монтгомери. Что же касается актёрской игры, то, по словам современного киноведа Крейга Батлера, «Монтгомери достаточно силён, чтобы удерживать к картине интерес, и, кроме того, он получает отличную поддержку со стороны Ванды Хендрикс, Андреа Кинг и Томаса Гомеса». Как написал Баббео, это был один из любимых фильмов Кинг, хотя она и отмечала, что «людям он либо нравился, либо они его не понимали».

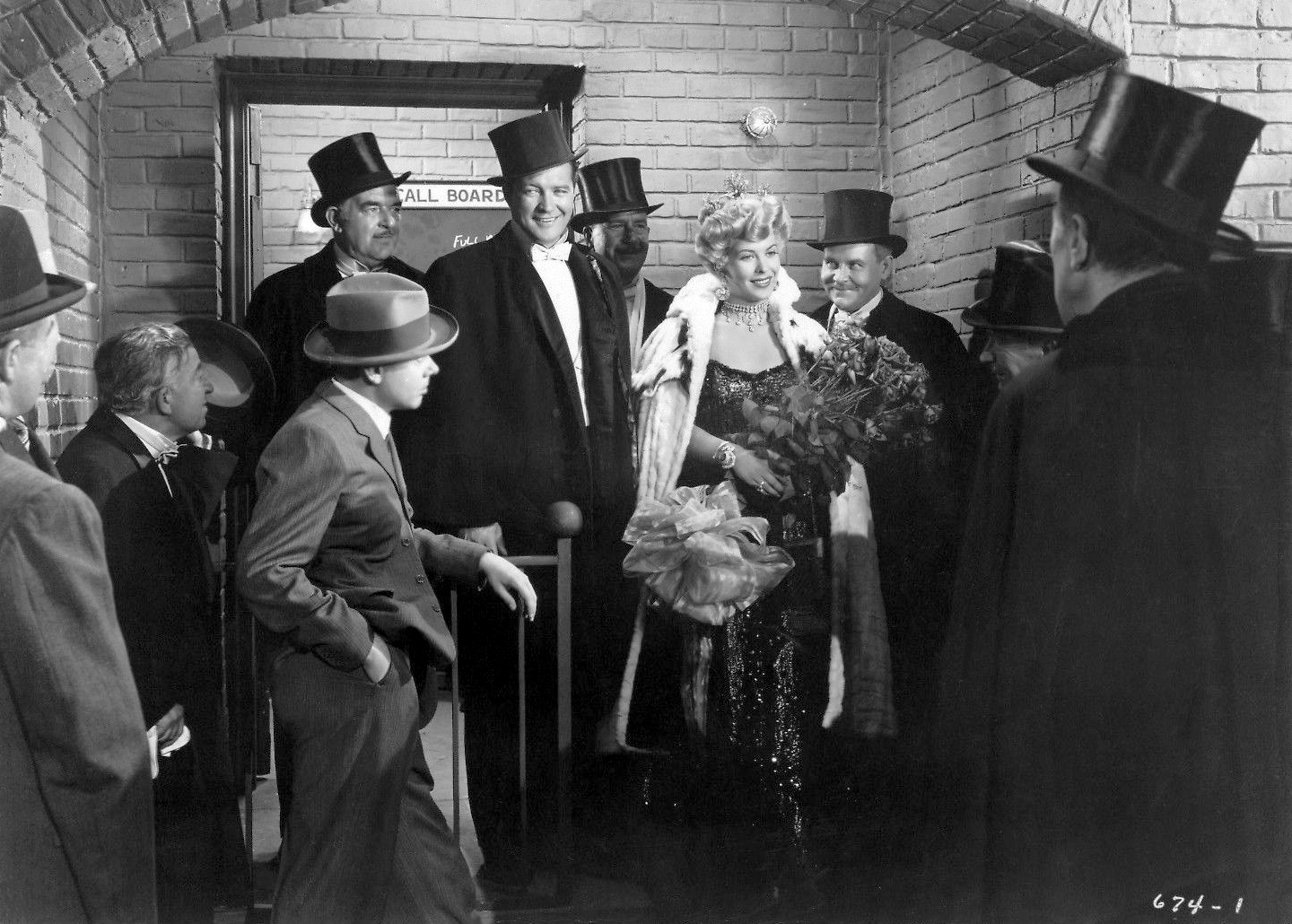
Деннис Морган и Андреа Кинг в фильме «Моя дикая ирландская роза» (1947)

В музыкальном байопике Warner Bros «Моя дикая ирландская роза» (1947) одну из главных ролей должна была сыграть Вирджиния Брюс, однако когда её кандидатура отпала в последний момент, студия срочно пригласила на эту роль Кинг. Фильм рассказывал о знаменитом ирландском теноре Чонси Олкотте, роль которого сыграл Деннис Морган, исполнивший большинство из 20 песен. Как пишет Баббео, «его спутниц на жизненном пути сыграли восхитительная Арлин Дал и Кинг, которая сыграла свою роль с большим чувством». Хотя критики в основном негативно оценили картину, она стала одной из самых коммерчески успешных у студии в 1948 году, а игру Кинг в роли знаменитой певицы Лилиан Рассел кинокритик «Нью-Йорк Таймс» Томас Прайор назвал «ослепительной».
Вслед за этим на студии Universal Кинг сыграла комедийную роль в романтической фантазии «Мистер Пибоди и русалка» (1948). У неё была небольшая, но яркая роль актрисы, которая заигрывает с Пибоди (Уильям Пауэлл), однако её героиня была «скорее озорной, чем опасной». Хотя по словам Баббео, фильм в целом был принят холодно, тем не менее, критик «Нью-Йорк Таймс» отметил, что свою роль Кинг сыграла «с обычным мастерством».
На студии Paramount Кинг сыграла роль второго плана в мыльной опере «Песня для капитуляции» (1949), после чего последовала хорошая роль в качественном недорогом фильме нуар студии Metro-Goldwyn-Mayer «Звонить 1119» (1950). В этой картине Кинг сыграла роль одной из шести посетителей кафе, которых берёт в заложники мстительный безумец. Как было отмечено в рецензии «Нью-Йорк Таймс», этот «скромный, но сильный» фильм сделан «напряжённо и убедительно» благодаря сценарию и актёрской игре, в том числе, Кинг в роли одной из заложниц, которая «раздумывает над тем, стоит ли ей провести уик-энд с елейным бизнесменом».
В независимом фильме нуар Бориса Ингстера «Саутсайд 1-1000» (1950) Кинг сыграла роль безжалостной предводительницы банды фальшивомонетчиков, которая влюбляется в правительственного агента, направленного на её разоблачение. Критики высоко оценили актёрскую игру Кинг в этой картине. В частности, Боб Порфирио отметил, что Кинг «отлично сыграла роль волчицы, очень похожую на её роль в „Розовой лошади“, где главный герой описал её как „надушенную холодную рыбу“». В рецензии TV Guide также отмечено, что «играя роль, сходную с ролью в „Розовой лошади“, Кинг превосходна в роли романтического интереса с ледяным сердцем». Крейг Батлер также выделил Кинг, которая «доставляет наслаждение в роли бессердечной роковой женщины, особенно в тот момент, когда она получает возможность раскрыться и показать свои когти».

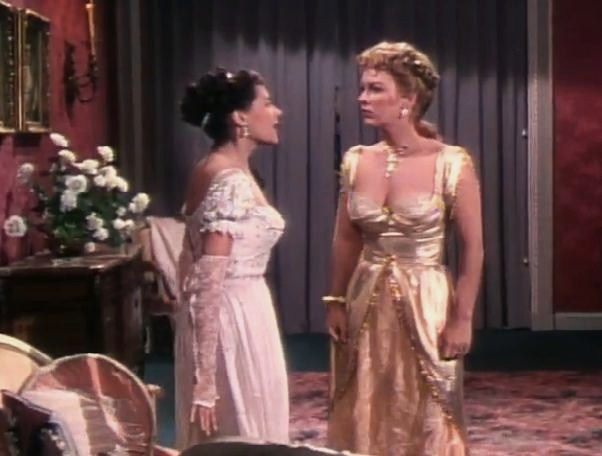
Ивонн де Карло (слева) и Андреа Кинг в фильме «Дочь пирата» (1950)

Два своих следующих фильма Кинг сделала на студии Universal. Однако как историческая мелодрама «Дочь пирата» (1950), где у неё была роль второго плана невесты одного из героев, так и фильм нуар «Я был магазинным воришкой» (1950), где она сыграла предводительницу воровской банды, были, по словам Баббео, «не особенно впечатляющими». Затем Кинг сыграла роли второго плана в коммерчески успешной комедии Paramount «Лемон Дроп Кид» (1951) с Бобом Хоупом в главной роли и рутинном приключенческом фильме Universal «Знак ренегата» (1951) 
Год спустя последовал первый научно-фантастический фильм Кинг «Красная планета Марс» (1952), где она с Питером Грейвсом сыграла семейную пару учёных, которые думали, что установили контакт с Марсом, на котором якобы существует утопия христианского плана. По мнению Баббео, «в фильме было много фантастического и невероятного, по причине чего картину было сложно продать». Как позднее рассказывала Кинг: «Мне казалось, что сюжет отличный, и я была в восхищении от Грейвса. Однако студия не вложила ничего в рекламу, и потому фильм нигде не шёл. Лишь после показа по телевидению люди полюбили его, и он стал культовым». Комментируя игру актёров, обозреватель «Нью-Йорк Таймс» А. Х. Вейлер написал, что Грейвс и Кинг в ролях «неукротимых учёных выглядят серьёзными и грамотными, хотя и слегка неискушёнными». С другой стороны, Хэл Эриксон написал, что «после многочисленных крутых и саркастических ролей Кинг тяжело было видеть актрису в роли лишенной юмора христианской фанатички» в этом фильме.
В конце года Кинг сыграла в исторической ленте Universal «Мир в его руках» (1952), который строился вокруг морских приключений капитана корабля в исполнении Грегори Пека. А Кинг в роли второго плана, по словам Баббео, «оставалось лишь украшать картинку». Далее последовала скромная независимая приключенческая романтическая мелодрама «Тихий страх» (1956), действие которой происходит в Мексике, где Кинг сыграла главную роль. Далее последовали малозначимый независимый вестерн «Королева разбойников» (1957), где Кинг сыграла главную роль независимой молодой женщины, которая делает карьеру на Диком Западе. После этого были роли второго плана на Warner Bros в романтическом вестерне с Кларком Гейблом и Ивонн де Карло «Банда ангелов» (1957) и в военной драме с Джеймсом Гарнером «Рейнджеры Дарби» (1958).
В конце 1950-х годов Кинг фактически ушла из кино, сосредоточившись на работе на телевидении. На протяжении 1960—1990-х годов она появилась в небольших ролях лишь в шести малозначимых картинах, среди них фильм ужасов «Дом чёрной смерти» (1965), триллер «Папочка отправляется на охоту» (1969), фильм ужасов «Блэкенштейн» (1973), мелодрама «Цвет ночи» (1990), криминальная комедия «История с ограблением» (1992), главную роль в которой сыграл Дэвид Боуи, а также триллер «Неминуемая Грейс» (1994).

## Карьера на телевидении
С 1952 по 1990 год Кинг сыграла в 67 эпизодах 41 телесериала. В 1952 году она дебютировала на телевидении, сыграв вместе с Шарлем Буайе в эпизоде «Офицер и леди» телеальманаха «Театр четырёх звёзд» . Год спустя Кинг сыграла в судебном триллере по Агате Кристи «Свидетель обвинения», который вышел как эпизод телеальманаха «Видеотеатр „Люкс“» (1953). Она исполнила роль хладнокровной жены, мужа которой судят за убийство богатой вдовы. В роли изворотливого адвоката, защищающего её мужа, выступил Эдвард Г. Робинсон.
Среди других сериалов, в которых сыграла Кинг — «Борец за правду» (1956), «Шайенн» (1956), «Майк Хаммер» (1958—1959), «Маверик» (1959), «Перри Мейсон» (1959—1963, 4 эпизода), «Театр „Дженерал Электрик“» (1960), «Сансет-Стрип, 77» (1960—1963, 3 эпизода), «Стрелок Слейд» (1961), «Семейное дело» (1967), «Облава 1967» (1967—1969, 2 эпизода) и «Она написала убийство» (1990), а также в телефильме «Коломбо: Предписание — убийство» (1968).

## Актёрское амплуа и оценка творчества
Андреа Кинг начинала карьеру в 1933 году на театральной сцене, сыграв в трёх бродвейских спектаклях, после чего дважды выезжала в длительные гастрольные туры по всей стране, пока в 1944 году не подписала контракт с Warner Bros.
На протяжении 1940—1950-х годов «красивая и стройная Кинг» зарекомендовала как надёжная исполнительница главных ролей и ролей второго плана, часто выступая в амплуа «плохой девушки» или «другой женщины». Как написал Баббео, «за свой слишком короткий период на Warner Bros Андреа создала себе нишу, играя таких двуличных женщин. Она обладала холодной сдержанностью, что подразумевало женщину высокого социального положения или опасную женщину. Иногда это означало и то, и другое».
Среди её самых памятных фильмов на студии — «Сама мысль о вас» (1944), «Гостиница „Берлин“» (1945), «Зверь с пятью пальцами» (1946), «Человек, которого я люблю» (1947) и «Моя дикая ирландская роза» (1947). По мнению Баббео, одной из самых памятных ролей Кинг была роль роковой женщины в «Отеле „Берлин“», где она сыграла «коварную сторонницу нацистов Лизу Дорн, которая подобно ведущим экранным злодейкам использует свои женские чары для соблазнения своих жертв, заманивая их в тщательно расставленную ловушку». Как отметил критик, «даже в более лёгких картинах, таких как мюзикл „Моя дикая ирландская роза“ Кинг в положительной роли певицы Лиллиан Рассел несла дух гламура и соблазна, как будто развращая невинного Чонси Олкотта. И хотя очевидно, что Олкотту будет лучше с невинной героиней Арлин Дал, но именно Андреа обеспечивала отношениям огонь и остроту».
Как пишет Хэл Эриксон, хотя «значительную часть карьеры Кинг исполняла роли роковых женщин, тем не менее, иногда она играла и положительных героинь», в частности, в таких фильмах, как «Зверь с пятью пальцами» (1946). В тех редких случаях, когда Кинг получала положительные роли, в частности, работящей сестры Айды Лупино в «Человеке, которого я люблю», она, по словам Баббео, «показывала себя актрисой огромной огромного эмоционального диапазона».
После своих первых крупных ролей на Warner Кинг рассматривалась критиками как потенциальная крупная звезда, однако вмешательство Бетт Дейвис и крах студийной системы положили конец карьере Кинг на студии. После ухода с Warner Bros Кинг стала фрилансером, сыграв в таких памятных фильмах нуар, как «Розовая лошадь» (1947), «Звонить 1119» (1950) и «Саутсайд 1-1000» (1950), а также в фантастическом фильме «Красная планета Марс» (1952).
Хотя, как отмечает Баббео, Кинг так и не достигла звёздного статуса Дейвис или Стэнвик, тем не менее, «она выросла в разностороннюю и надёжную актрису, которая часто производила большее впечатление, чем звёзды». Как сказал биограф актрисы Шнейдер, «она так и не получила роль, которая подняла бы её на самый верх, но каждый раз, когда вы видите её на экране, она всегда запоминается — и она была поразительно красива».

## Личная жизнь
В 1939 году в Чикаго во время работы в спектакле «Жизнь с отцом» Кинг познакомилась со своим будущим мужем Нэтом Уиллисом, который очаровал её своим высоким ростом, красотой и открытостью. Нэт был потомком Джорджа Вашингтона и выпускником Йельского университета, который работал в Чикаго адвокатом. В октябре 1940 года они поженились, после чего Кинг ушла из спектакля, чтобы заняться семейной жизнью. Муж с пониманием относился к стремлению Кинг сделать театральную карьеру. Как вспоминала позднее Кинг: «Ещё до свадьбы я сказала ему, что вряд ли смогу жить без сцены. Это было сказано сразу и прямо, и это не стало для нас проблемой».
В ноябре 1941 года после нападения японской армии на Перл-Харбор Нэт в качестве добровольца поступил на службу в Береговую охрану. Получив назначение в департамент адвоката в Нью-Йорке, Нэт стал вести дела в морском трибунале. В 1943 году, когда Кинг завершила гастрольный тур по стране со спектаклем «Энджел Стрит», Нэт получил немедленное назначение в неизвестное место на тихоокеанские острова (позднее она узнала, что он служил в Гуадалканале). Проводив мужа в Сан-Франциско, Кинг приняла решение попробовать силы в Голливуде. Во время Второй мировой войны на добровольной основе она ухаживала за инвалидами в госпитале. Через восемнадцать месяцев, в конце 1945 года Кинг, которая к тому времени уже успела стать кинозвездой, сообщили о его возвращении мужа. Студия дала Кинг двухнедельный отпуск для общения с Нэтом при условии, что их будут снимать репортёры и фотографы, чтобы сделать рекламу на возвращении мужа. Они согласились.
В 1955 году у Кинг и Нэта родилась дочь Дебора Энн Уиллис. В 1970 году у Нэта диагностировали рак лёгких, и он умер в том же году.
В последующие годы Кинг жила в Лос-Анджелесе, продолжая играть вплоть до 1990-х годов. В 1970-80-е годы Кинг стала писать детские рассказы. Всю жизнь она оставалась оптимисткой и обладала великолепным чувством юмора.
У неё родилось трое внуков — Кейт, Дрю и Кристофер Каллаханы.

## Смерть
Андреа Кинг умерла 22 апреля 2003 года во сне в Вудленд-Хиллс, Калифорния. Ей было 84 года.
Старый друг актрисы Пол Майлс Шнейдер написал о ней биографическую книгу «Больше, чем можно высказать словами», которая вышла в 2014 году.

## Фильмография
| Год        |     | Русское название                   | Оригинальное название       | Роль                                                        |
| ---------- | --- | ---------------------------------- | --------------------------- | ----------------------------------------------------------- |
| 1940       | ф   | Бастионы, за которыми мы наблюдаем | The Ramparts We Watch       | Хильда Бенсингер (в титрах указана как Жоржетт Макки)       |
| 1944       | кор | Мы служим с гордостью              | Proudly We Serve            | сержант Кристи Марлоу                                       |
| 1944       | ф   | Сама мысль о вас                   | The Very Thought of You     | Молли Уилер                                                 |
| 1944       | ф   | Голливудская лавка для войск       | Hollywood Canteen           | Андреа Кинг                                                 |
| 1944       | ф   | Мистер Скеффингтон                 | Mr. Skeffington             | доктор Байлс, медсестра (в титрах не указана)               |
| 1945       | ф   | Грубо говоря                       | Roughly Speaking            | Барбара в возрасте 21-29 лет                                |
| 1945       | ф   | Отель «Берлин»                     | Hotel Berlin                | Лиза Дорн                                                   |
| 1945       | кор | Военно-морская медсестра           | Navy Nurse                  | медсестра Рейлли                                            |
| 1945       | ф   | Бог – мой второй пилот             | God Is My Co-Pilot          | Кэтрин Скотт                                                |
| 1945       | кор | Это случилось в Спринфилде         | It Happened in Springfield  |                                                             |
| 1946       | ф   | Тень женщины                       | Shadow of a Woman           | Брук Гиффорд Райдер                                         |
| 1946       | ф   | Зверь с пятью пальцами             | The Beast with Five Fingers | Джули Холден                                                |
| 1946       | ф   | Человек, которого я люблю          | The Man I Love              | Сэлли Отис                                                  |
| 1947       | ф   | Розовая лошадь                     | Ride the Pink Horse         | Марджори                                                    |
| 1947       | ф   | Моя дикая ирландская роза          | My Wild Irish Rose          | Лиллиан Расселл                                             |
| 1948       | ф   | Мистер Пибоди и русалка            | Mr. Peabody and the Mermaid | Кэти Ливингстон                                             |
| 1949       | ф   | Песня капитуляции                  | Song of Surrender           | Филлис Кэнтвелл                                             |
| 1950       | ф   | Дочь пирата                        | Buccaneer's Girl            | Арлин Вийон                                                 |
| 1950       | ф   | Я был магазинным воришкой          | I Was a Shoplifter          | Айна Пердью                                                 |
| 1950       | ф   | Звонить 1119                       | Dial 1119                   | Хелен                                                       |
| 1950       | ф   | Саутсайд 1-1000                    | Southside 1-1000            | Нора Крейг                                                  |
| 1951       | ф   | Лемон Дроп Кид                     | The Lemon Drop Kid          | Стелла                                                      |
| 1951       | ф   | Метка ренегата                     | The Mark of the Renegade    | Анита Гонзалес                                              |
| 1952       | ф   | Красная планета Марс               | Red Planet Mars             | Линда Кронин                                                |
| 1952       | ф   | Весь мир в его объятиях            | The World in His Arms       | Мейми                                                       |
| 1952       | с   | Театр Гильдии Грюэна               | Gruen Guild Playhouse       | Милдред Пирс (1 эпизод)                                     |
| 1952       | с   | Театр четырёх звёзд                | Four Star Playhouse         | Сайдони (1 эпизод)                                          |
| 1952—1953  | с   | Театр «Шеврон»                     | Chevron Theatre             | Гарриет Грант (2 эпизода)                                   |
| 1952—1954  | с   | Театр у камина                     | Fireside Theatre            | разные роли (8 эпизодов)                                    |
| 1953       | с   | Театр звёзд «Шлитц»                | Schlitz Playhouse of Stars  | доктор Дженис Блейк (1 эпизод)                              |
| 1953       | с   | Время спектакля                    | Your Play Time              | (1 эпизод)                                                  |
| 1953       | с   | Видеотеатр «Люкс»                  | Lux Video Theatre           | Ромейн Воул/миссис Могсон (1 эпизод)                        |
| 1954       | с   | Театр «Пепси-колы»                 | The Pepsi-Cola Playhouse    | Гарриет Грант (2 эпизода)                                   |
| 1954       | с   | Городской детектив                 | City Detective              | Хелен Валентайн/Сисилия (2 эпизода)                         |
| 1956       | ф   | Молчащий страх                     | Silent Fear                 | Терри Перро                                                 |
| 1956       | с   | Борец за правду                    | Crusader                    | Сари (1 эпизод)                                             |
| 1956       | с   | Утренний театр                     | Matinee Theatre             | (1 эпизод)                                                  |
| 1956       | с   | Шайенн                             | Cheyenne                    | Джули Монтейн (1 эпизод)                                    |
| 1956       | с   | Перекрёстки                        | Crossroads                  | Энн (1 эпизод)                                              |
| 1957       | ф   | Королева разбойников               | Outlaw Queen                | Кристина                                                    |
| 1957       | ф   | Банда ангелов                      | Band of Angels              | мисс Айделл                                                 |
| 1958       | ф   | Рейнджеры Дарби                    | Darby's Rangers             | миссис Шейла Эндрюс                                         |
| 1958—1959  | с   | Майк Хаммер                        | Mike Hammer                 | Саманта Хаттон/Луиз Гейтс (3 эпизода)                       |
| 1958—1959  | с   | Полицейский штата                  | State Trooper               | Эллис Бентон/Маргарита Дорн/Флоренс Стори (3 эпизода)       |
| 1959       | с   | Маверик                            | Maverick                    | Мэй Миллер (1 эпизод)                                       |
| 1959       | с   | Натянутый канат                    | Tightrope                   | Марта Смит (1 эпизод)                                       |
| 1959       | с   | Бит Бурбон-стрит                   | Bourbon Street Beat         | Сибил Доул (1 эпизод)                                       |
| 1959—1960  | с   | Аляскинцы                          | The Alaskans                | Герцогиня (2 эпизода)                                       |
| 1959—1963  | с   | Перри Мейсон                       | Perry Mason                 | Джин Крю/Энид Маркем/Кэтрин Локк/Барбара Хейвуд (4 эпизода) |
| 1960       | с   | Театр «Дженерал Электрик»          | General Electric Theater    | редактор (1 эпизод)                                         |
| 1960       | с   | Джонни Миднайт                     | Johnny Midnight             | Мэдж/Энн (2 эпизода)                                        |
| 1960       | с   | Шоу Донны Рид                      | The Donna Reed Show         | Ванда Харман (1 эпизод)                                     |
| 1960       | с   | Сажать в тюрьму                    | Lock Up                     | миссис Хантер/Хелен Андерсон (2 эпизода)                    |
| 1960       | с   | Шоу Тома Юэлла                     | The Tom Ewell Show          | доктор Джулия Тил (1 эпизод)                                |
| 1960       | с   | Данте                              | Dante                       | Кристал (1 эпизод)                                          |
| 1960— 1962 | с   | Гавайский детектив                 | Hawaiian Eye                | Джин Аллен/Дорри Бридлав/Марта Уиллис (3 эпизода)           |
| 1960—1963  | с   | Сансет-Стрип, 77                   | 77 Sunset Strip             | Клодин/Шармен Дюбуа/Мэгги Лэнг (3 эпизода)                  |
| 1961       | с   | Стрелок Слейд                      | Shotgun Slade               | Челси Блэр (1 эпизод)                                       |
| 1963       | с   | Сёрфсайд 6                         | Surfside 6                  | Марта Уайлдер (1 эпизод)                                    |
| 1963       | с   | Истории «Дженерал Электрик»        | G.E. True                   | Руби Дэрроу (1 эпизод)                                      |
| 1963       | с   | Арест и судебное разбирательство   | Arrest and Trial            | доктор Кёрнер (1 эпизод)                                    |
| 1965       | ф   | Дом чёрной смерти                  | House of the Black Death    | доктор Кэтрин Мэллори                                       |
| 1965       | с   | Валентинов день                    | Valentine's Day             | Рэйчел Лэндерс (1 эпизод)                                   |
| 1967       | с   | Семейное дело                      | Family Affair               | миссис Флоренс Гейнор (1 эпизод)                            |
| 1967—1969  | с   | Облава 1967                        | Dragnet 1967                | Фэй Уиллис / миссис Лиза Фалтон (2 эпизода)                 |
| 1968       | тф  | Коломбо: Предписание – убийство    | Prescription: Murder        | Синтия Гордон                                               |
| 1969       | ф   | Папочка отправляется на охоту      | Daddy's Gone A-Hunting      | Бренда Фрейзер (в титрах не указана)                        |
| 1973       | ф   | Блэкенштейн                        | Blackenstein                | Элинор                                                      |
| 1973       | с   | Новый Перри Мейсон                 | The New Perry Mason         | Клэр Хенри (1 эпизод)                                       |
| 1975       | с   | Медицинский центр                  | Medical Center              | Сьюзен (1 эпизод)                                           |
| 1990       | ф   | Цвет ночи                          | The Color of Evening        | посетительница галереи                                      |
| 1990       | с   | Она написала убийство              | Murder, She Wrote           | домохозяйка (1 эпизод)                                      |
| 1991       | ф   | История с ограблением              | The Linguini Incident       | Шарлотта                                                    |
| 1994       | ф   | Вечная Грейс                       | Inevitable Grace            | Дороти                                                      |